# Énergie en Pays de la Loire
Le secteur économique de l'énergie en Pays de la Loire comprend la production locale et l’importation d’énergies primaires, leur transformation éventuelle en agents énergétiques secondaires, le transport de ces agents et leur consommation finale, ainsi que les flux d'importations et d'exportations d’énergies.
En 2016, la Région Pays de la Loire était la 8e région française la plus peuplée avec 3 744 000 habitants. Sa consommation électrique était de 25 264 GWh importés à 76 % des régions voisines ce qui en fait une des régions françaises les moins autonomes sur le plan électrique. Cette même année, son parc renouvelable, en constante augmentation depuis une décennie, a permis de couvrir 7,3 % de la consommation électrique régionale. 

## Consommation énergétique
La consommation finale d’énergie en Pays de la Loire se fait sous la forme de produits pétroliers (transport, chauffage, processus industriel, etc.), de gaz naturel (chauffage, industrie, habitat…), d'électricité (chauffage, habitat, industrie…) et d'énergies renouvelables.
En 2008, la consommation énergétique finale des Pays de la Loire s'élevait à 8030 ktep. La répartition par secteur est la suivante : Bâtiment 3700 ktep (46 %), Transports 2550 ktep (32 %), Industrie 1360 ktep (17 %) et Agriculture 400 ktep (5 %). 
|                                         | 2008   | 2009   | 2010   | 2011   | 2012    | 2013    | 2014    | 2015    | 2016    |
| Consommation d'électricité finale (GWh) | 24 045 | 23 814 | 25 712 | 23 952 | 24 866  | 25 557  | 24 608  | 24 438  | 25 264  |
| Production d'électricité (GWh)          |        |        |        |        | 8 055   | 8 017   | 5 403   | 5 877   | 6 071   |
| Production / Consommation               |        |        |        |        | 32,39 % | 31,37 % | 21,96 % | 24,05 % | 24,03 % |

## Production énergétique
L'ensemble de la production énergétique de la région est réalisée sous la forme d'énergie électrique. La principale source de production électrique régionale est constituée par la centrale thermique de Cordemais. Les Pays-de-la-Loire bénéficient également d'importants gisements de vent permettant le développement de l’éolien terrestre et offshore. Son ensoleillement est également exploité notamment dans le département de la Vendée.
|                        | 2012    | 2013    | 2014    | 2015    | 2016    |
| Thermique fossile      | 83,13 % | 79,84 % | 67,31 % | 63,25 % | 66,60 % |
| Eolien                 | 11,02 % | 12,61 % | 19,84 % | 20,72 % | 20,77 % |
| Thermique renouvelable | 2,95 %  | 3,72 %  | 6,03 %  | 5,85 %  | 5,52 %  |
| Photovoltaïque         | 2,69 %  | 3,63 %  | 6,48 %  | 9,87 %  | 6,80 %  |
| Hydraulique            | 0,20 %  | 0,20 %  | 0,33 %  | 0,31 %  | 0,31 %  |

En 2016, la région a consommé 25 264 GWh d’énergie électrique pour 6 071 GWh produit sur le territoire régional, dont 33 % de manière renouvelable.
Entre 2008 et 2016, la production d’énergie renouvelable a été multiplié par 5 dans la région.
|                                             | 2008 | 2009 | 2010 | 2011 | 2012    | 2013    | 2014    | 2015    | 2016    |
| Production d'électricité (GWh)              |      |      |      |      | 8 055   | 8 017   | 5 403   | 5 877   | 6 071   |
| Production d'électricité renouvelable (GWh) | 405  | 602  | 843  | 1066 | 1 359   | 1 616   | 1 766   | 2 160   | 2 028   |
| Part de la production renouvelable          |      |      |      |      | 16,87 % | 20,16 % | 32,69 % | 36,75 % | 33,40 % |

### Production non-renouvelable
La région Pays de la Loire dispose du deuxième parc de production thermique à combustible fossile de France notamment grâce à la centrale de Cordemais. Elle a été construite pour faire face à une augmentation forte de la demande d’électricité à la fin des années 1960 et constituer la principale source d’énergie électrique du territoire. La production thermique fossile représente en moyenne 66 % de la production annuelle en Pays de la Loire, avec des pics à 80 % durant les hivers.
|                          | 2012  | 2013  | 2014  | 2015  | 2016  |
| Puissance installée (MW) | 3 748 | 3 760 |       | 3 297 | 3 315 |
| Production (GWh)         | 6 696 | 6 401 | 3 637 | 3 717 | 4 043 |

### Éolien terrestre
En 2016, les 79 parcs éoliens de la région lui conférait la 6e place nationale en termes de puissance installée. Cela a permis de produire 1 261 GWh d’énergie éolienne, soit un taux de couverture de 4,6 % au niveau régional.
Un objectif régional a fixé par le Schéma régional éolien à 1 750 MW installés en 2020. Le schéma considère que 55 % du territoire régional est favorable au développement de l’éolien notamment sa partie nord-ouest. Les principales limitations au développement de l’éolien sont liés aux zones fortements urbanisées, les littoraux, les forêts et le long des rivières.
La production éolienne maximale instantanée en Pays de la Loire a été observée le 21 novembre 2016 avec 671 MW pour une puissance installée de 723 MW, soit un facteur de charge de 93 %.
|                          | 2008 | 2009 | 2010 | 2011 | 2012 | 2013  | 2014  | 2015  | 2016  | 2017  |
| Puissance installée (MW) | 180  | 273  | 388  | 416  | 481  | 547   | 577   | 631   | 732   | 822   |
| Production (GWh)         | 258  | 390  | 575  | 708  | 888  | 1 011 | 1 072 | 1 218 | 1 261 | 1 347 |

### Éolien maritime
Les Pays de la Loire devraient bénéficier dans la décennie à venir d'une contribution forte de l'éolien offshore posé, avec deux parcs en cours de réalisation d'une puissance cumulée de 976 MW.
Lors du premier appel d’offres éolien offshore, le projet de parc éolien en mer de Saint-Nazaire a été remporté par EDF Énergies Nouvelles. Ce projet vise à installer 80 éoliennes en mer d’une capacité unitaire de 6 MW. Ce projet de 79 km2 représentera une puissance totale de 480 MW et la mise en service se fera progressivement à partir de 2021.
Lors du second appel d’offres, le projet de parc éolien des îles d’Yeu et de Noirmoutier a été remporté par la Société des Eoliennes en mer. Ce projet vise à installer 62 éoliennes en mer d’une capacité unitaire de 8 MW. Ce projet de 83 km2 représentera une puissance de 496 MW et la mise en service se fera de manière progressive à partir de 2021.

### Photovoltaïque
La région Pays de la Loire dispose d'un gisement solaire intéressant, légèrement supérieur à la moyenne nationale notamment grâce au département de la Vendée. 
La production solaire maximale instantanée en Pays de la Loire a été observée le 19 avril 2016 avec 305 MW pour une puissance installée de 397 MW, soit un facteur de charge de 77 %.
|                          | 2008 | 2009 | 2010 | 2011 | 2012 | 2013 | 2014 | 2015 | 2016 | 2017 |
| Puissance installée (MW) | 11   | 29   | 100  | 210  | 256  | 291  | 350  | 379  | 413  | 462  |
| Production (GWh)         | 5    | 18   | 61   | 220  | 283  | 311  | 367  | 422  | 443  | 481  |

### Thermique renouvelable
L’énergie dite thermique renouvelable regroupe différentes énergies renouvelables : la filière bois-énergie, la géothermie, la biomasse, la méthanisation et la génération d’électricité à partir de déchets. L'importance du secteur agricole et agroalimentaire de la région présente un fort potentiel de développement de ces énergies.
|                          | 2008 | 2009 | 2010 | 2011 | 2012 | 2013 | 2014 | 2015 | 2016 | 2017 |
| Puissance installée (MW) | 35   | 35   | 37   | 42   | 57   | 60   | 61   | 62   | 67   | 71   |
| Production (GWh)         | 123  | 175  | 190  | 200  | 238  | 298  | 326  | 344  | 335  | 312  |

### Hydroélectricité
Jusqu’en 2005, l’énergie hydroélectrique était la seule source d’électricité d’origine renouvelable malgré son faible potentiel de développement du fait d'un faible relief. Le nombre installations hydroélectrique est ainsi limité, et la région en comptait 35 raccordées au réseau électrique en 2015. Ces installations sont concentrées dans trois départements : la Mayenne, la Sarthe et la Vendée. La moitié de la puissance électrique raccordée provient des 24 petites centrales hydroélectriques installées sur la rivière Mayenne.
Les principales perspectives de développement de cette énergie en Pays de la Loire se trouvent dans l'optimisation des centrales existantes. Cela passe notamment par le programme de renouvellement de 16 des 24 centrales mayennaises mené par la SHEMA entre 2007 et 2020 afin d’augmenter leur production de 40 %.
|                          | 2008 | 2009 | 2010 | 2011 | 2012 | 2013 | 2014 | 2015 | 2016 | 2017 |
| Puissance installée (MW) | 7    | 7    | 7    | 8    | 8    | 10   | 11   | 11   | 9    | 9    |
| Production (GWh)         | 19   | 19   | 17   | 17   | 16   | 16   | 18   | 18   | 19   | 11   |